# Audincourt
Audincourt – miejscowość i gmina we Francji, w regionie Burgundia-Franche-Comté, w departamencie Doubs.
Według danych na rok 1990 gminę zamieszkiwało 16 361 osób, a gęstość zaludnienia wynosiła 1868 osób/km² (wśród 1786 gmin Franche-Comté Audincourt plasuje się na 8. miejscu pod względem liczby ludności, natomiast pod względem powierzchni na miejscu 512.).